# Airy Glacier
Airy Glacier är en glaciär i Antarktis. Den ligger i Västantarktis. Argentina, Chile och Storbritannien gör anspråk på området. Airy Glacier ligger 1 202 meter över havet.
Terrängen runt Airy Glacier är kuperad. Trakten är obefolkad. Det finns inga samhällen i närheten.